# Eduard Bösl
Eduard Bösl OFM (auch (Antonio) Eduardo Bösl; * 21. März 1925 in Hirschau als Anton Bösl; † 13. Oktober 2000 in Concepción, Bolivien) war Franziskaner und  Missionsbischof in Bolivien.

## Leben
Anton Bösl wurde in Hirschau als fünftes von sechs Kindern des Schuhmachermeisters Georg Bösl und dessen Ehefrau Margarete geboren. Sein Bruder war Willi Bösl, Bürgermeister und Ehrenbürger der Stadt Hirschau. Seine Gymnasialzeit begann Bösl in Freystadt, setzte sie am Humanistischen Gymnasium in Landshut fort, bis das dortige Franziskanerseminar von den Nazis aufgelöst wurde.
Sein Abitur absolvierte Bösl am heutigen Erasmus-Gymnasium in Amberg. 1943 wurde er zum Arbeitsdienst, dann zum Kriegsdienst eingezogen, wo er in den letzten Kriegstagen noch verwundet wurde. Nach der Entlassung aus dem Lazarett trat er am 20. September 1945 in Dietfurt in die Bayerische Franziskanerprovinz (Bavaria) ein und erhielt den Ordensnamen Eduard. Er studierte an der Ordenshochschule in München-St. Anna Philosophie und Theologie und empfing am 8. Juli 1951 die Priesterweihe durch Kardinal Michael von Faulhaber.

## Wirken in Bolivien
Kurz nach seiner Priesterweihe ging Bösl 1952 als Missionar nach Bolivien in das Apostolische Vikariat Ñuflo de Chávez, wo er als Missionar unter den Chiquitanos und Guarayos, Sirionos und Ayoreos wirkte. Nach einjähriger Kaplanszeit in Concepción erbaute er im Urwald die Missionsstation El Fortin Libertad. 1970 wurde er zum Missionssuperior der Bayerischen Franziskaner in Bolivien berufen.
Am 18. Dezember 1972 ernannte ihn Papst Paul VI. zum Apostolischen Vikar von Ñuflo de Chávez und Titularbischof von Thibuzabetum. Am 1. April 1973 empfing er in der Marienkathedrale von Concepción durch den Erzbischof von Sucre, Josef Clemens Kardinal Maurer CSsR, die Bischofsweihe. Mitkonsekratoren waren der Erzbischof von Santa Cruz de la Sierra, Luis Aníbal Rodríguez Pardo, und der Koadjutorvikar von Chiquitos, Bonifaz Madersbacher OFM.
Damit war er Oberhirte einer Diözese, deren Ausdehnung mit 90.000 km² etwa der Fläche von Bayern und Hessen zusammen entspricht. 1992 holte er eine deutsche (aus seiner Heimat Bayern stammende) und drei brasilianische Franziskanerinnen von Aiterhofen in sein Vikariat. Von seinem Wirken zeugen neben zahlreichen Krankenhäusern, Schulen, Wasserversorgungsanlagen usw. die restaurierte Marienkathedrale von Concepción und die Kirche von San Javier. Beide Gotteshäuser zählen als Bestandteil der Jesuitenmissionen der Chiquitos zum UNESCO-Welterbe.
In der Bischofsstadt Concepción avancierte er zum wichtigsten Arbeitgeber. Gut 80 Arbeiter und 60 Lehrlinge fanden Arbeit im bischöflichen Sägewerk, der Schreinerei, der Schnitzerei oder Mechanikerwerkstatt.
Am 13. Oktober 2000 erlag Bischof Bösl in Concepción einem Herzversagen. Er wurde in der Marienkathedrale von Concepción bestattet.

## Ehrungen

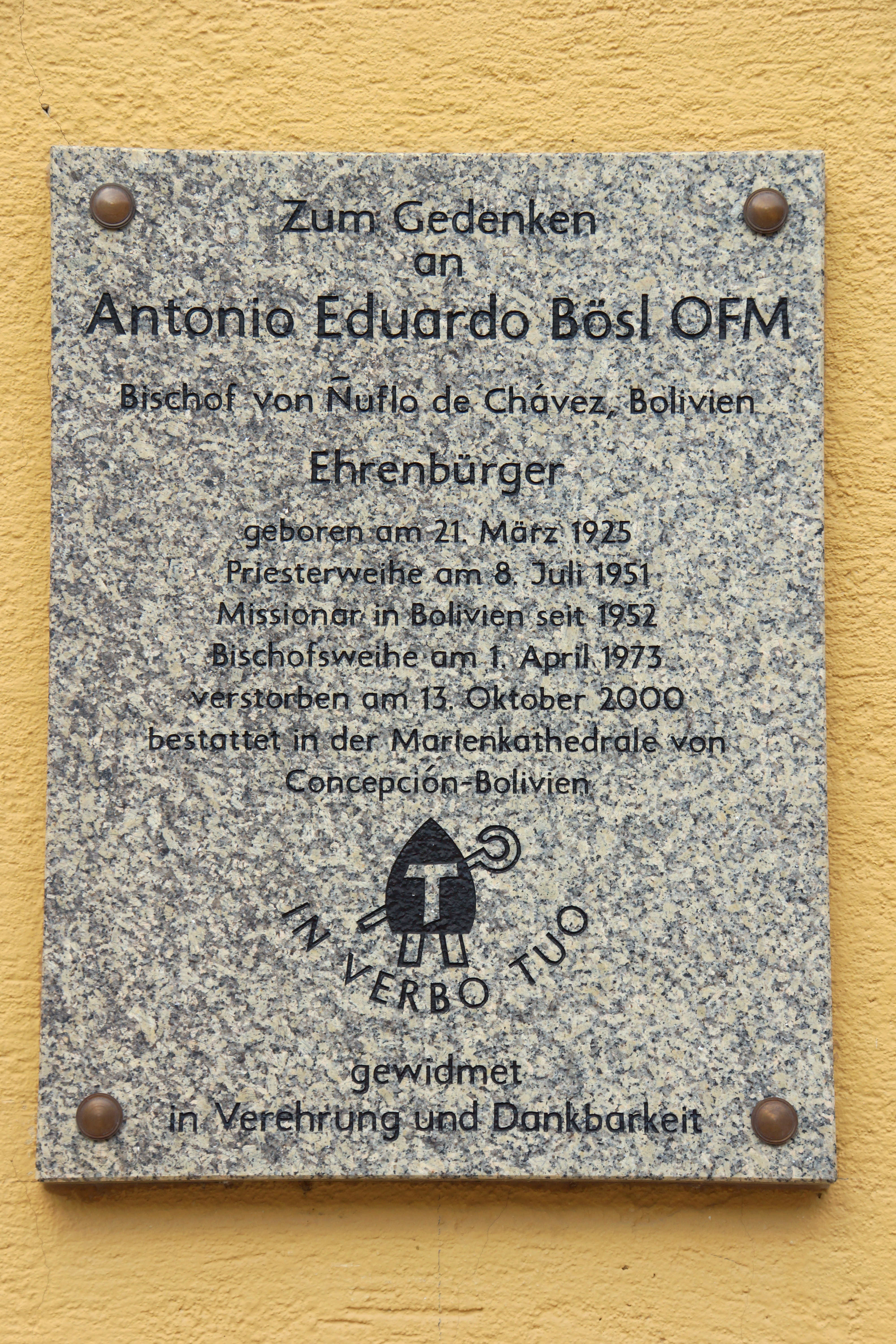
Gedenktafel an der Kirche Mariä Himmelfahrt in Hirschau

- „Condor de los Andes“ (Staatsauszeichnung in Bolivien)
- Bayerischer Verdienstorden[3][6]
- Ehrenbürger in Concepción, Ascensión und San Javier
- 1974 Ehrenbürger in Hirschau
- 2000 „Bischof-Bösl-Platz“ in Hirschau[2][6][5]

## Veröffentlichungen
Über seine Missionsarbeit hat Bischof Bösl in insgesamt elf Büchern (zwei davon in spanischer Sprache) berichtet.
- Antonio Eduardo Bösl: Auf Vorposten im Reiche Gottes. Erlebnisbericht über ein religiös-soziales Apostolat unter den Rothäuten in Boliviens Urwald. Franziskaner-Missions-Verein in Bayern, Landshut 1971, DNB 720227666.
- Bolivien-Report I: Erlebnisberichte und Situationsbilder aus einer Franziskaner-Mission in Boliviens Urwald. Franziskaner-Missionsverein in Bayern e. V., 1. Auflage München 1976
- Bolivien-Report II: Erlebnisberichte und Situationsbilder aus einer Franziskaner-Mission in Boliviens Urwald., ISBN 3-89004-005-5
- Bolivien-Report III: Berichte aus der Dombauhütte einer Franziskaner-Mission in Boliviens Urwald., ISBN 3-89004-031-4
- Bolivien-Report IV: Berichte über die kirchlich-soziale Arbeit der Franziskaner in Boliviens Urwald., ISBN 3-89004-034-9
- Bolivien-Report V: Bayerische Franziskaner im Dienste der Missionskirche. Peter Glas, 1990, ISBN 3-89004-048-9
- Bolivien-Report VI: Erlebnisberichte und Situationsbilder aus einer Franziskaner-Mission in Boliviens Urwald., ISBN 3-931351-02-5
- Bolivien-Report VIII: Die ersten Jahre einer Urwaldpfarrei: Chronik ihrer Gründung, Entwicklung und Tragik., 1998, ISBN 3-931351-05-X
- Una joya en la selva boliviana., ISBN 84-7086-212-X
- Tesoros de la Iglesia Chiquitana.